# 어떤날
어떤날은 대한민국의 포크 밴드이다.
1980년대 2장의 앨범을 내고 활동한 프로젝트 그룹이다. 주로 작곡이나 편곡, 세션 작업등을 하던 조동익과 이병우로 구성되었으며, 잔잔하고 담담한 음악을 만들어 냈다. 발표 당시 대중들에게 폭발적인 인기를 끌지는 못했지만, 높은 수준의 음악으로 전설적인 앨범으로 남아있다.

## 디스코그래피
- 1986년 : 《어떤날 I》
  1. 하늘
  2. 오래된 친구
  3. 그날
  4. 지금 그대는
  5. 오늘은
  6. 너무 아쉬워 하지마
  7. 겨울하루
  8. 비오는 날이면
  9. 오후만 있던 일요일

- 1989년 : 《어떤날 Ⅱ》
  1. 출발
  2. 초생달
  3. 하루
  4. 취중독백
  5. 덧없는 계절
  6. 소녀여
  7. 그런 날에는
  8. 11월 그 저녁에